# Чемпионат России по самбо 1997
Чемпионат России по самбо 1997 года среди мужчин прошёл в Санкт-Петербурге 21—23 марта. В соревнованиях приняли участие 193 спортсмена. Главным судьёй соревнований был Василий Перчик.

## Медалисты
| Весовая категория | Золото                          | Серебро                              | Бронза                                                         |
| ----------------- | ------------------------------- | ------------------------------------ | -------------------------------------------------------------- |
| до 48 кг          | Андрей Кораблёв Нижний Новгород | Александр Прилепов Брянск            | Артём Жамкачиев Астрахань Магомед Карлаев Астрахань            |
| до 52 кг          | Армен Биджосян Майкоп           | Схатбий Альхаов Майкоп               | Дмитрий Семёнов Курган Даниил Сайфутдинов Свердловская область |
| до 57 кг          | Дамир Гильванов Кемерово        | Сергей Матюков Нижний Новгород       | Дмитрий Колмогоров Курган Сергей Задорин Курган                |
| до 62 кг          | Сергей Жарков Нижний Новгород   | Александр Логвинов Владимир          | Алексей Архипов Нижний Новгород Василий Угольников Пермь       |
| до 68 кг          | Валерий Волков Пенза            | Ашот Маркарьян Краснодарский край    | Михаил Мартынов Москва Александр Караханов Пермь               |
| до 74 кг          | Сергей Колесников Курган        | Роман Болотский Москва               | Раис Рахматуллин Нижний Новгород Владимир Носков Владимир      |
| до 82 кг          | Виталий Михеев Калининград      | Гусейн Хайбулаев Краснодарский край  | Павел Фунтиков Москва Сергей Смирнов Москва                    |
| до 90 кг          | Тагир Абдулаев Санкт-Петербург  | Сергей Лоповок Нижний Новгород       | Леонид Дученко Краснодарский край Сергей Камышев Ярославль     |
| до 100 кг         | Сурен Балачинский Москва        | Константин Лахтионов Республика Коми | Фёдор Емельяненко Белгород Вячеслав Жданов Курган              |
| свыше 100 кг      | Мурат Хасанов Майкоп            | Владимир Румянцев Самара             | Сергей Егоров Москва Тенгиз Модзгвришвили Пермь                |